# Аччано
Аччано (итал. Acciano) — коммуна в Италии, располагается в области Абруццо, в провинции Л’Акуила.
Население составляет 380 человек (2008 г.), плотность населения составляет 12 чел./км². Занимает площадь 32 км². Почтовый индекс — 67020. Телефонный код — 0864.
Покровительницей коммуны почитается святая Петронилла, празднование 31 мая.

## Демография
Динамика населения:

## Администрация коммуны
- Официальный сайт: http://www.comune.acciano.aq.it